# Zelenivka (Odesa)
Zelenivka  (ucraniano: Зеленівка) es una localidad del Raión de Bilhorod-Dnistrovskyi en el Óblast de Odesa de Ucrania. Según el censo de 2001, tiene una población de 177 habitantes.